# Abbaye Saint-Médard de Soissons
L'abbaye Saint-Médard de Soissons ne doit pas être confondue avec l'Abbaye Saint-Médard de Soucy.
L’abbaye Saint-Médard est un monastère de moines bénédictins de la région du Soissonnais qui fut l'une des fondations religieuses les plus puissantes sous les Carolingiens, notamment sous Charlemagne et Louis Le Pieux. De ses premières fondations sous Clotaire au VIe siècle ne subsistent que quelques ruines et une crypte.

## Histoire

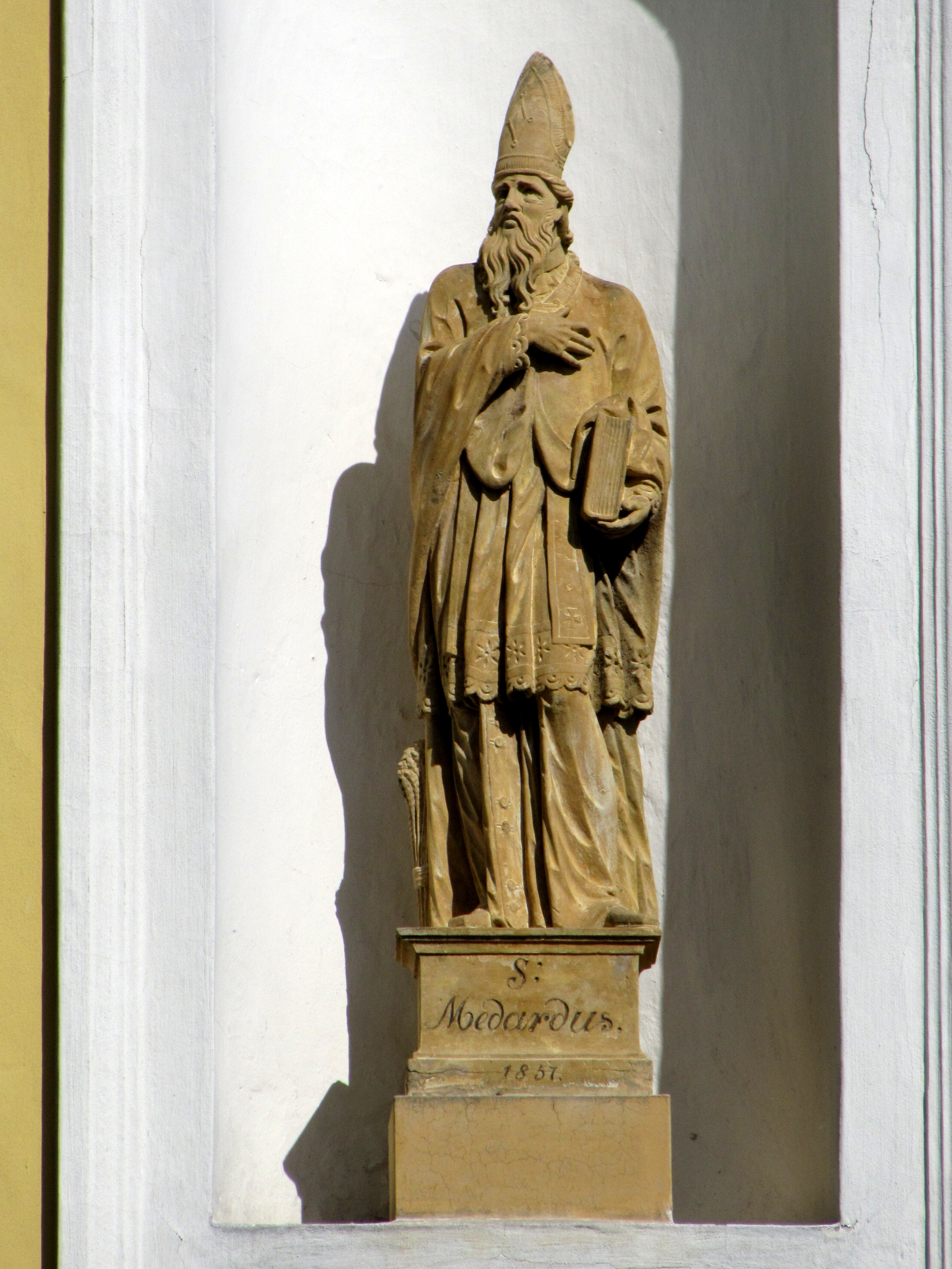
Médard de Noyon.

### L'abbaye Saint-Médard sous les Mérovingiens
Cette abbaye est fondée en 557 par le roi des Francs Clotaire Ier, pour y recevoir les reliques de saint Médard. Les restes de saint Médard sont provisoirement abrités dans un mausolée en bois. Clotaire meurt avant le parachèvement des travaux, et c'est son fils Sigebert Ier qui inaugure l'église et la fait décorer. Les deux bâtisseurs mérovingiens sont inhumés dans cette église (in basilicam), en face du tombeau de Médard (ante tumulum).
En novembre 751 le dernier Mérovingien, Childéric III, est déposé dans l'abbaye par Pépin le Bref. Ce dernier se fait également sacrer roi des Francs, en l'abbaye Saint-Médard de Soissons, par les évêques de Gaule, devenant ainsi le premier roi de la dynastie des Carolingiens.

### L'abbaye Saint-Médard sous les Carolingiens
Sous les Carolingiens, l’abbaye joue un rôle déterminant dans les affaires du royaume. Elle est au début du IXe siècle l’un des domaines seigneuriaux les plus puissants de l’Empire et ses abbés sont considérés comme les premiers seigneurs de France. Le centre de son pouvoir se situe à Soissons où l’abbaye dispose d’une véritable cité monacale où vivent plus de quatre cents religieux ; elle comprend une basilique, un palais royal, un palais abbatial, plusieurs églises, chapelles, cloîtres, écoles, préaux, jardins et vignes. En dehors de la cité, dépendent de sa juridiction plusieurs autres abbayes, prieurés, prévôtés et deux cent vingt paroisses, villages, fermes et manoirs, fiefs comme la seigneurie de Vic-sur-Aisne. Sa puissance et son étendue sont bien supérieures aux maisons nobles de l’Empire. Aussi peut-on comprendre pourquoi aucune seigneurie laïque ne s’impose dans le pays du Soissonnais pendant le règne des Carolingiens.
L'abbaye Saint-Médard de Soissons déjà favorite de Charlemagne figure également comme une abbaye de premier rang pour Louis le Pieux et reçoit ses faveurs en recevant droit de battre monnaie et en n'étant assujettie à aucune contribution ni pécuniaire ni militaire, contrairement à ce qui était imposé aux autres abbayes de l'Empire.

L’« Évangéliaire de Saint-Médard », un manuscrit préparé dans les dernières années du règne de Charlemagne à l’école palatine d’Aix-la-Chapelle, provient du scriptorium du monastère. Par l'ampleur des moyens qui ont dû être mis en œuvre pour sa fabrication, par la démesure de sa composition (par exemple la taille des portraits des évangélistes) et par la qualité des coloris, c’est un des spécimens les plus représentatifs de l’enluminure carolingienne du début du IXe siècle.
En 825, Louis le Pieux associe l'évêque de Soissons Rothad au comte Ruotfrid dans les fonctions de Missi dominici dans le Soissonnais. Le cousin de l'empereur Louis le Pieux, l'abbé Hilduin, archi-chapelain du palais impérial, qui n'est autre que le plus haut représentant ecclésiastique de la cour impériale, est nommé pour régir les trois abbayes les plus importantes de l'Empire que sont l'abbaye Saint-Denis, l'abbaye Saint-Médard et l'abbaye de Saint-Germain des Prés.
En 826, l'abbaye reçut des reliques de saint Sébastien, qui y furent déposées par Hilduin de Saint-Denis, archichapelain de Louis le Pieux (voir les Annales regni Francorum, ad a. 826).
Le 13 novembre 833 se réunit le synode convoqué par Lothaire et présidé par l’archevêque Ebon de Reims, qui déposa pour la seconde fois l'empereur Louis le Pieux. Louis fut contraint de lire des aveux forcés, de rendre les armes, d'endosser le cilice, d'abdiquer et de renoncer au monde.
Sous Charles III le Gros, en 884, la totalité du Soissonnais est envahie par les Normands ; même l’enceinte fortifiée de la ville de Soissons, qui jusqu’alors avait résisté à l’envahisseur, cède face aux troupes vikings conduite par Hasting. L’abbaye Saint-Médard de Soissons est pillée. En novembre 885, ces "hommes du nord" sous le commandement de Sigfried, arrivent aux portes de Paris.
En 886, Sigfried lance un assaut contre la cité parisienne, mais essuie un échec contre Eudes, comte de Paris, issu de la famille noble des Robertiens et fils aîné de Robert le Fort. Sigfried et ses troupes se retranchent alors dans le Soissonnais et entrent dans la cité abbatiale Saint-Médard de Soissons ; ses églises, ses palais et monastères sont pillés puis incendiées par l'envahisseur normand.

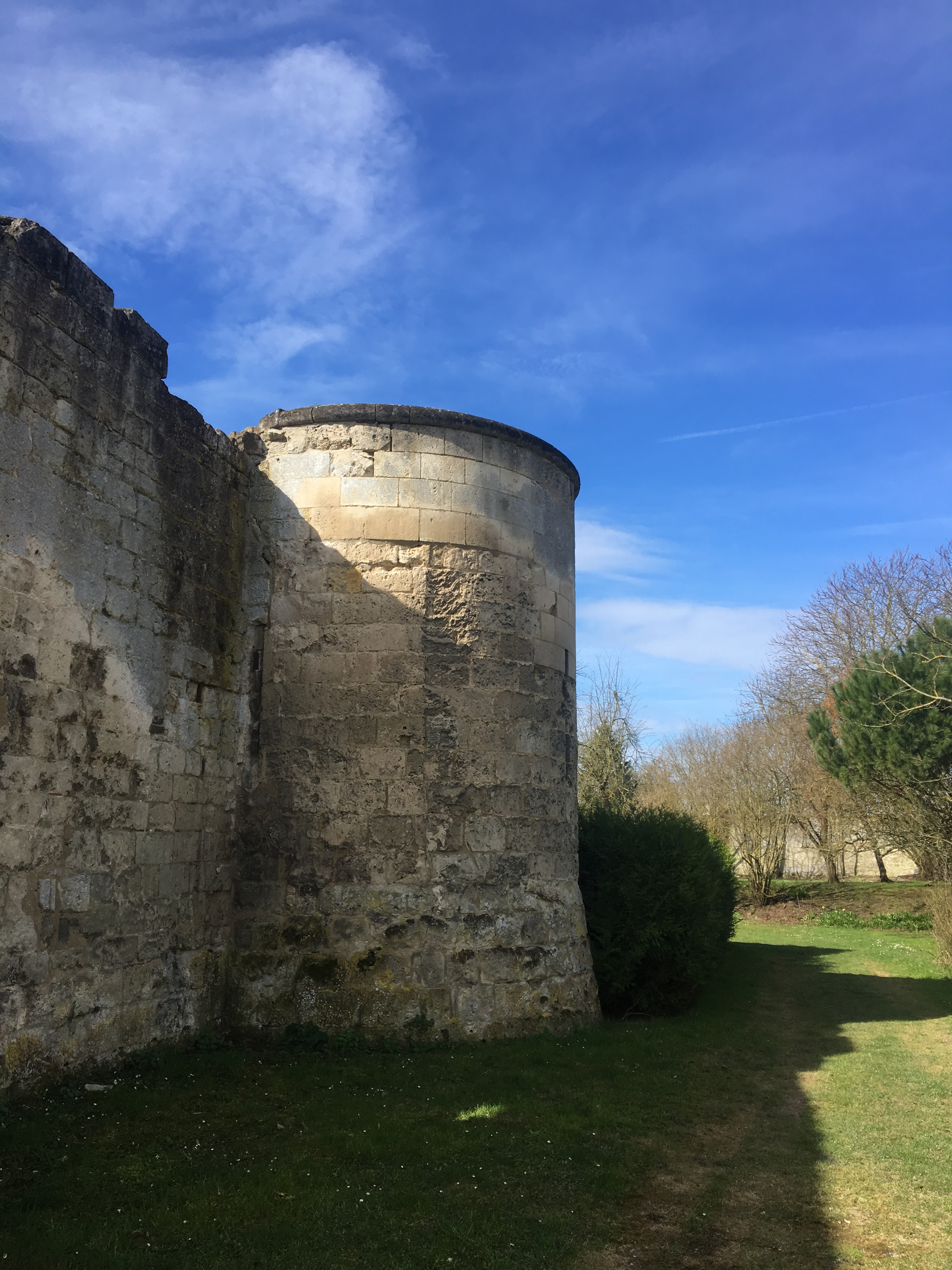
Fortifications de l'abbaye Saint-Médard de Soissons.

En 888 Eudes, qui prendra la couronne de France, dirige ses troupes contre les Vikings dans le Soissonnais, fait construire tout autour de l'abbaye une enceinte munie de tours et fortifie les diverses possessions de l'abbaye dans le Soissonnais, dont le château de Vic-sur-Aisne.
Beaucoup d'abbés laïcs dirigeront l'abbaye de Saint-Médard. Apparaissant sous Charles le Chauve en 866, les abbés laïcs se multiplient partout dans le royaume. Comme leurs homologues ecclésiastiques, ils sont chargés de percevoir l'impôt sur les biens, la dîme. Ainsi, à cette même époque, de nombreux seigneurs obtiennent du roi le titre d'abbé laïc, permettant ainsi de jouir d'une certaine immunité fiscale et surtout d'intégrer la dîme aux revenus de leurs seigneuries.
Parmi les abbés laïcs célèbres de l'abbaye Saint-Médard de Soissons, on trouve notamment Carloman, 860-870, fils de Charles II le Chauve, Herbert II de Vermandois, 907-943, comte de Meaux, du Soissonnais et du Vermandois, Herbert l'Ancien, 946-980/984, son fils, comte de Meaux et comte de Troyes
Le moine Odilon († vers 920) a écrit une Histoire de la translation des reliques de saint Sébastien, martyr, et de saint Grégoire, pape, au monastère de Saint-Médard à la demande d'Ingramme ou Enguerrand, alors prévôt de l'abbaye et qui fut ensuite évêque de Laon (entre 932 et 936) ; ce texte fut d'abord publié par Jean Bolland, sans nom d'auteur. Odilon fit aussi le récit de la translation des reliques de plusieurs autres saints dans le monastère, et Jean Mabillon a publié les deux textes dans le tome V des Actes de l'ordre de saint Benoît, avec la préface du premier, que n'avait pas donnée Jean Bolland, et aussi une lettre d'Odilon à Hucbald, moine de Saint-Amand, qui lui avait envoyé sa Vie de saint Lebwin, à quoi Odilon répondit par l'envoi de son Histoire de la translation des reliques de saint Sébastien. On possède également trois discours anonymes concernant le monastère (dont un traitant à nouveau des reliques de saint Sébastien et des libéralités des rois envers l'établissement, et un éloge de saint Médard et de saint Gildard, son frère), où certains reconnaissent le style d'Odilon.

### L'abbaye de Saint-Médard jusqu'à la Révolution

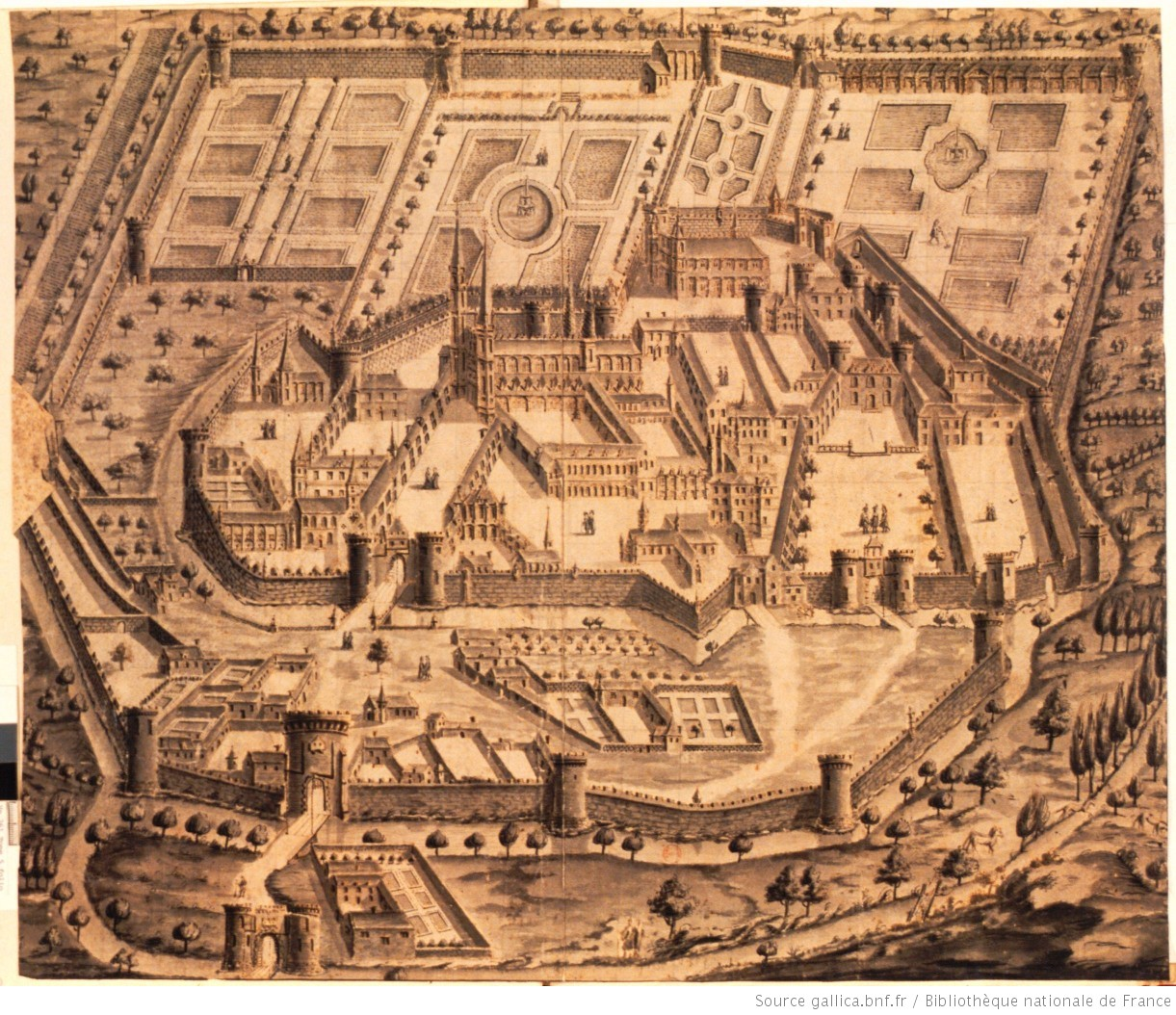
Plan de l'abbaye Saint-Médard de Soissons daté du 1er janvier 1565.

L’abbaye Saint-Médard fut détruite par les Vikings et les Magyars, puis reconstruite au XIe siècle. Vers 1079, saint Arnould de Palmèle, évêque de Soissons, est invité par Thibaud Ier de Champagne, comte de Champagne, en son château de Vertus pour qu'il lui trouve des religieux de Saint-Médard afin de prendre en charge l'abbaye Saint-Sauveur de Vertus et l'abbaye Notre-Dame de Vertus qu'il projette d'établir. Ce projet vit le jour en 1081 avec le moine Sophrone pour premier abbé de Saint-Sauveur.
L’abbaye fut détruite en 1567 au début des guerres de Religion, reconstruite en partie en 1630 avant d'être rasée jusqu'à la crypte en 1793.
Otto von Corvin affirme dans son essai anticlérical intitulé « le Miroir des curés » (Pfaffenspiegel) que cette abbaye a été en son temps une espèce d'atelier de faussaires, que l’Église aurait établi pour dresser des titres de propriété qu'elle n'avait pas : « Le moine Guernon avoua sur son lit de mort qu'il avait parcouru toute la France pour fournir aux églises et monastères des actes falsifiés. Aussi n’est-il guère étonnant qu’on ait pu évaluer les biens du clergé en France à la Révolution à 3 000 milliards de francs ! ».
La crypte fait l’objet d’un classement au titre des monuments historiques depuis 1875.
La chapelle fait l’objet d’un classement au titre des monuments historiques depuis le 14 février 1921.

## L'édifice
L'historien français Eugène Lefèvre-Pontalis conclut des sources écrites que l'abbaye de Saint-Médard a été édifiée en quatre phases successives, aux VIe, IXe, XIIe et XVIe siècles. La date de la construction de la crypte, seule partie à subsister, est contestée. Lefèvre-Pontalis la fait remonter aux années 826–841, alors que Jacobsen la date de la première moitié du XIe siècle. Il est en tout cas certain que les sources attestent pour la première fois de l’existence de la crypte en 1079. Ce ne fut ni une construction séparée ou ajoutée après coup, mais une composante à part entière de l'abbaye, qui par sa forme est très similaire à la crypte Saint-Willibrord d’Echternach. Des trois chapelles du XIIe siècle, seule la chapelle méridionale subsiste et a fait l'objet de réparations dans les années 1970.
L'abbaye Saint-Médard elle-même était une basilique allongée à trois nefs avec des collatéraux voûtés. Elle comportait deux tours carrées à l'extrémité du transept oriental. Côté ouest, l'entrée de la nef était constituée d'un porche monumental, assorti de deux tours carrées de part et d'autre, faisant de la façade ouest l’une des plus imposantes d'alors. La crypte s’étendait jusque sous le maître-autel oriental et est large de 30 m.

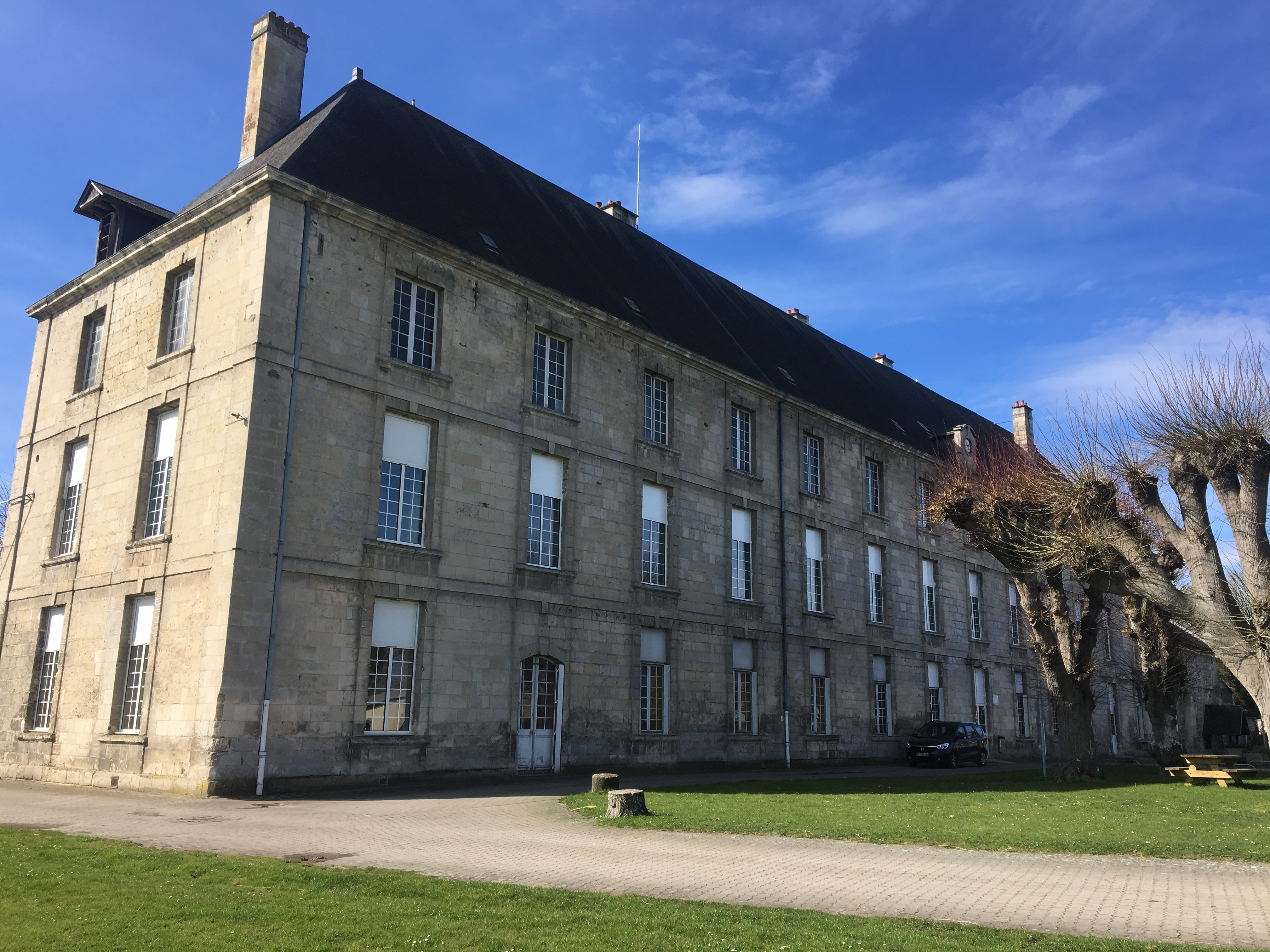
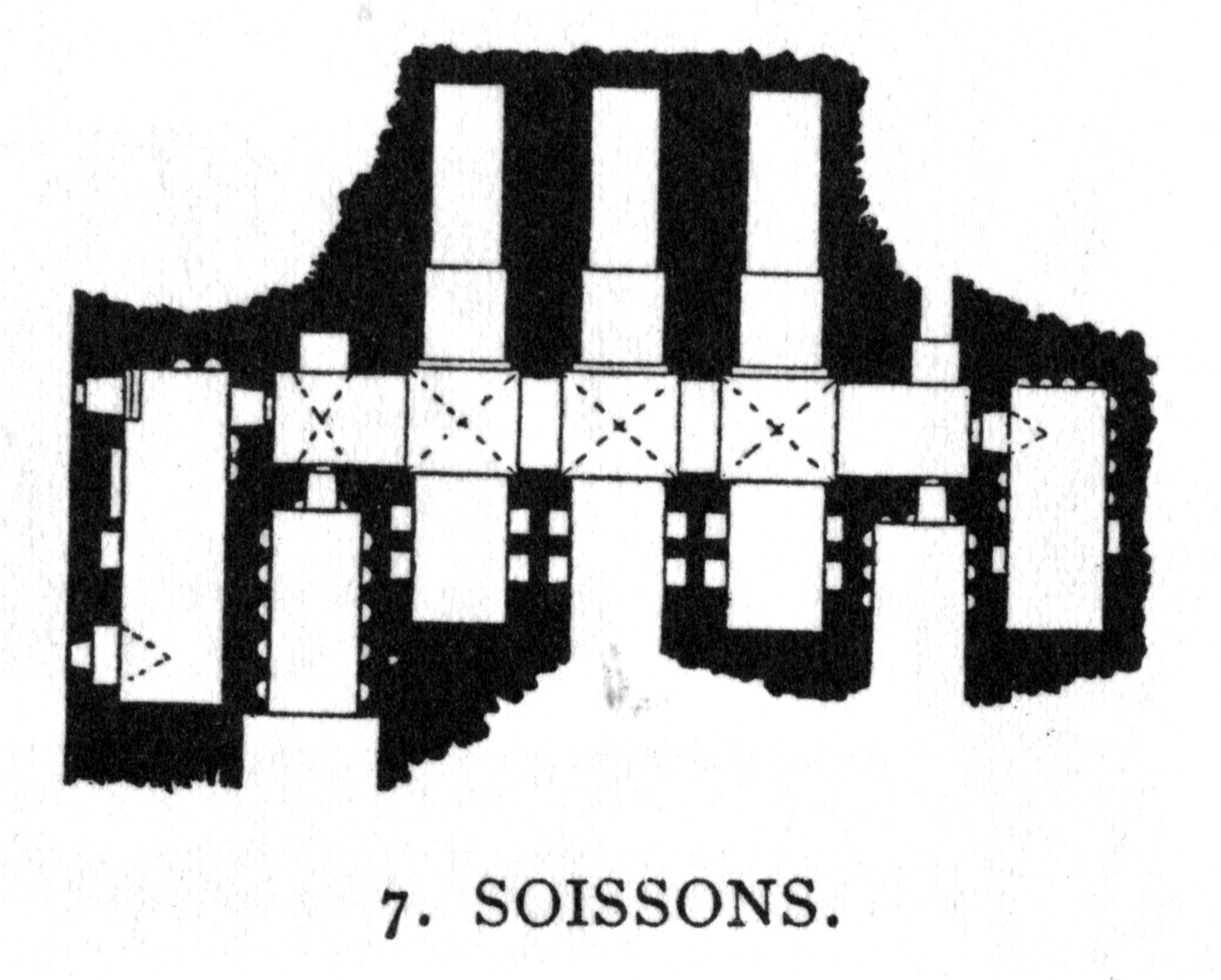
Vue en plan de la crypte.
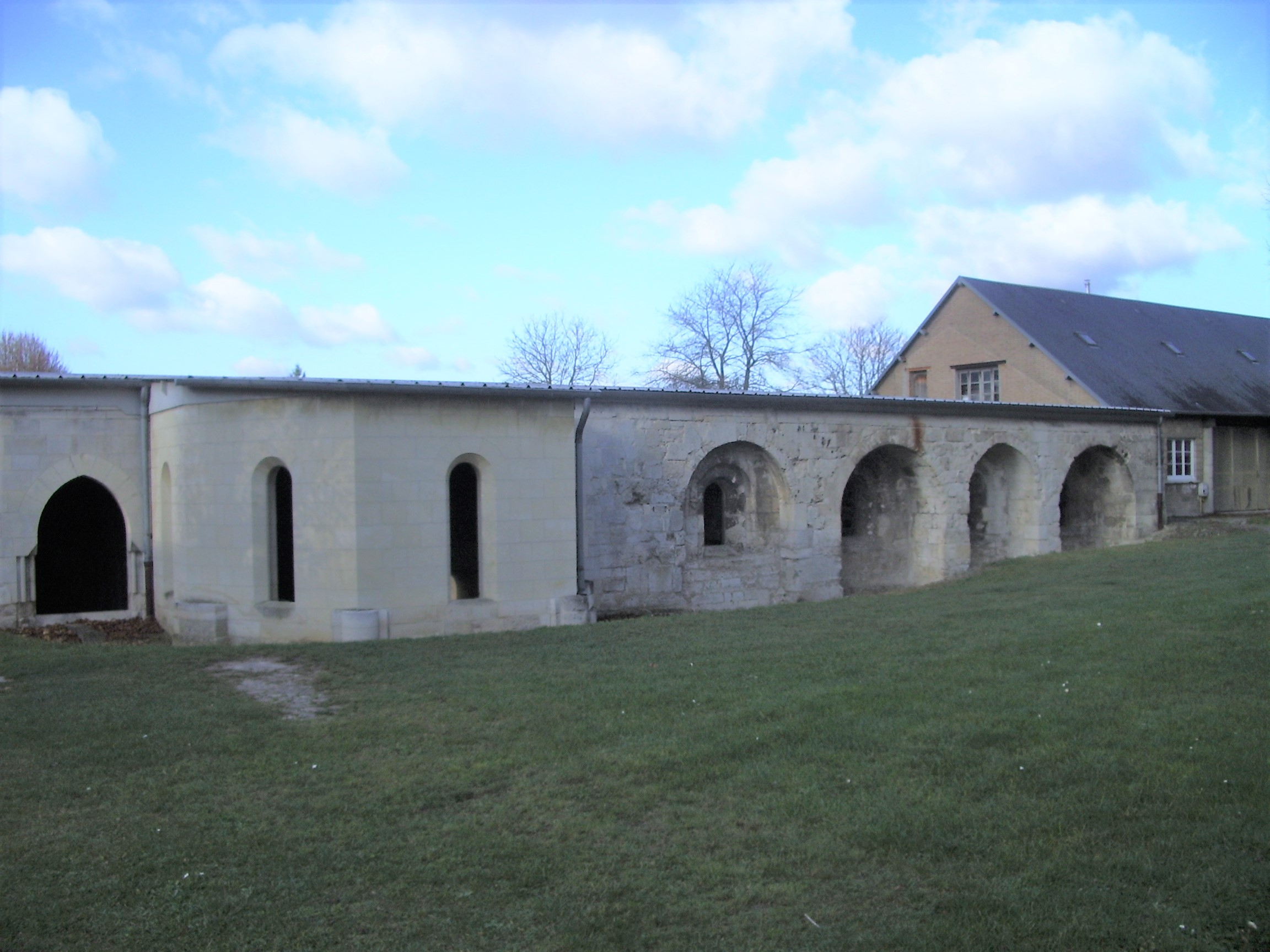
Crypte de Saint-Médard : vue du sud-est.
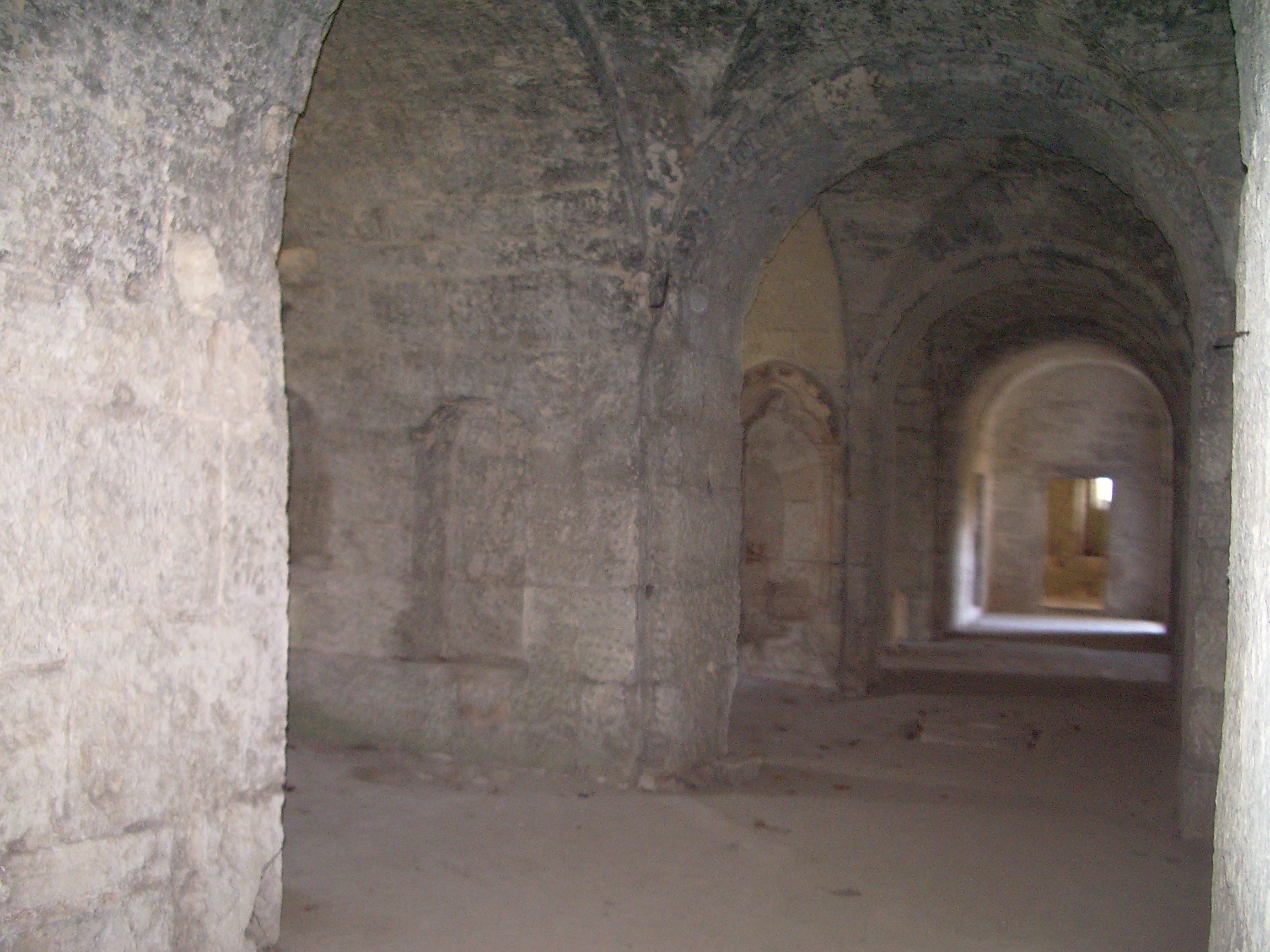
Crypte : corridor central.
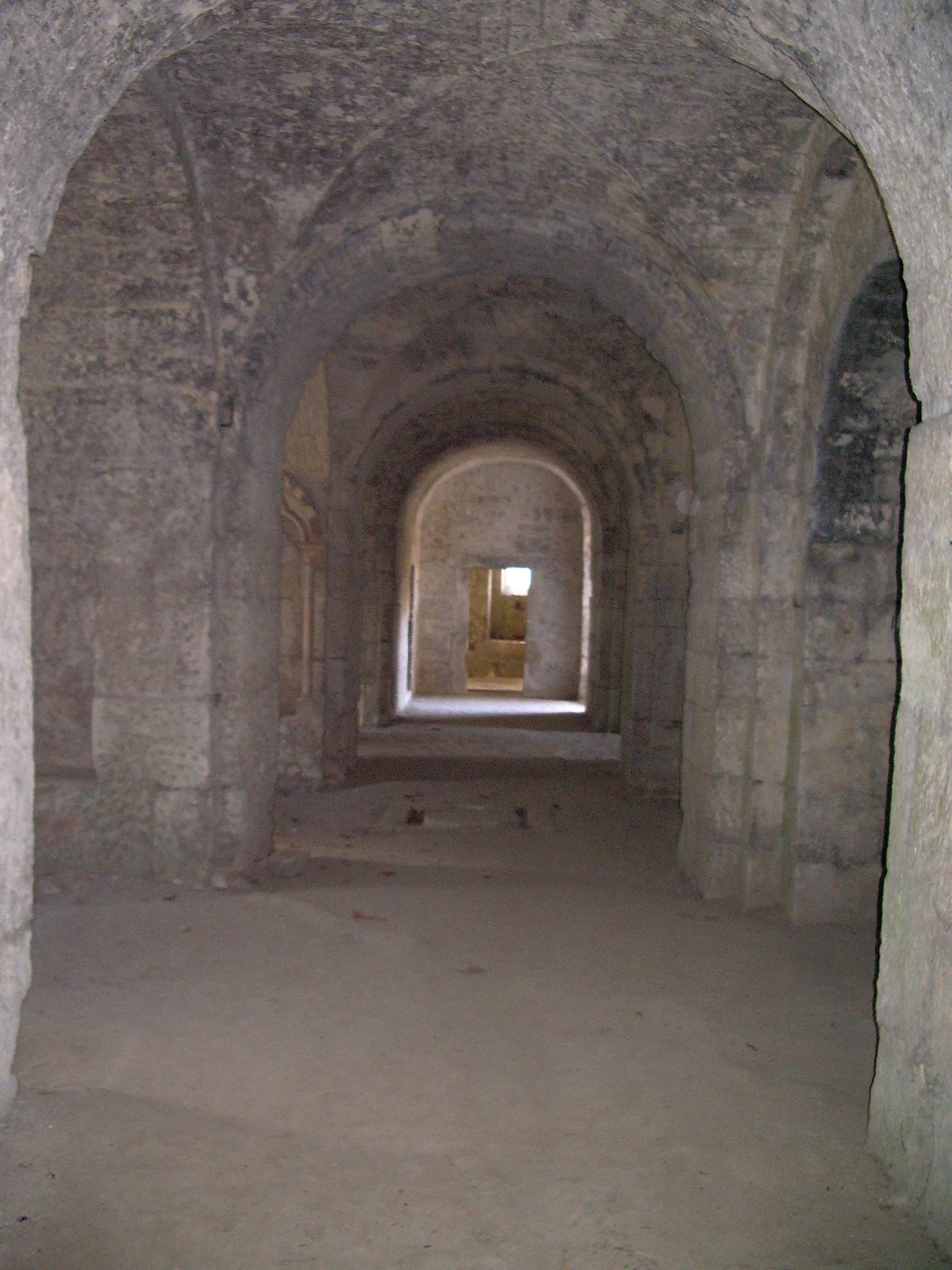
Crypte : corridor central.
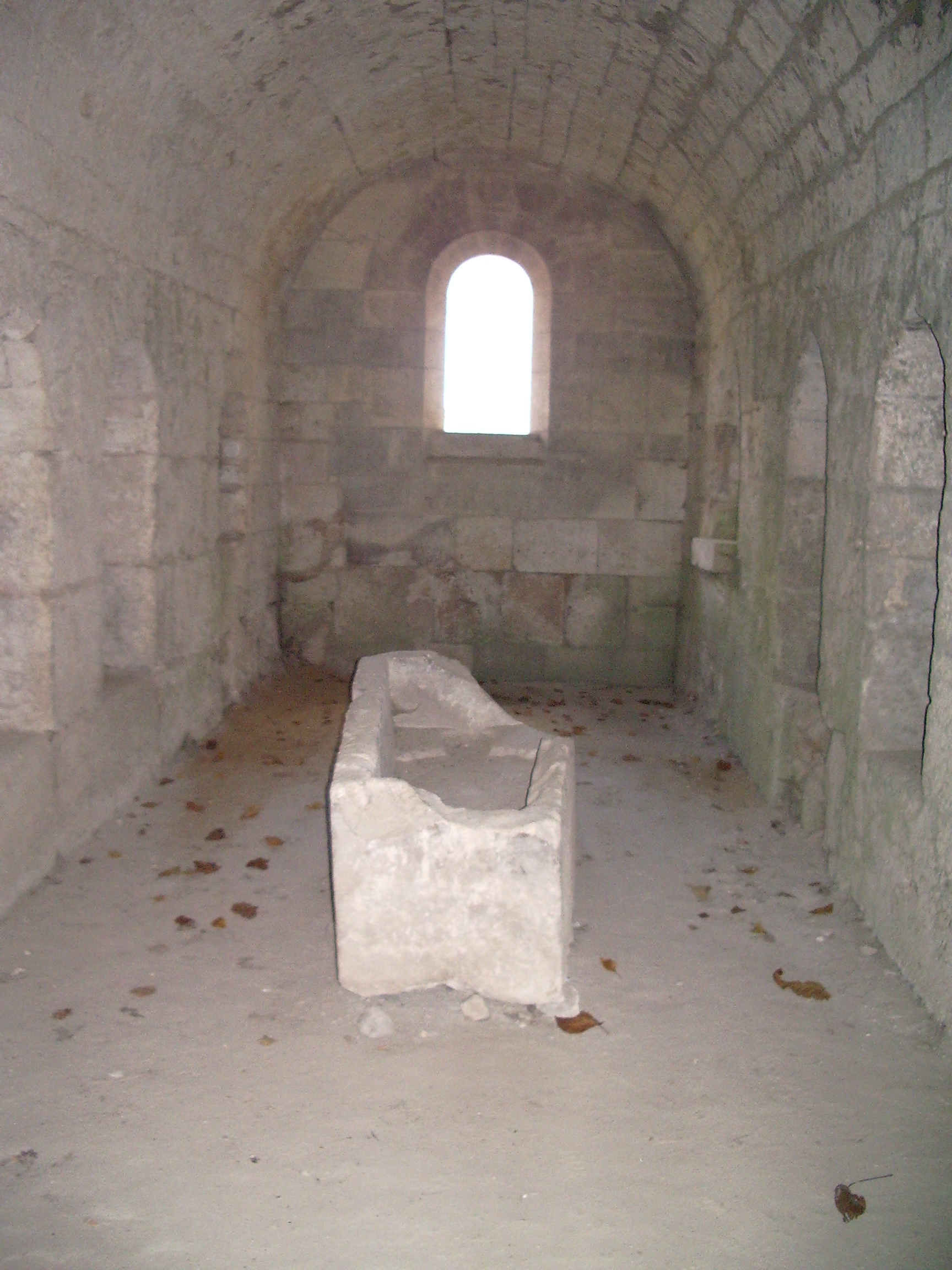
Crypte : une des chambres funéraires.
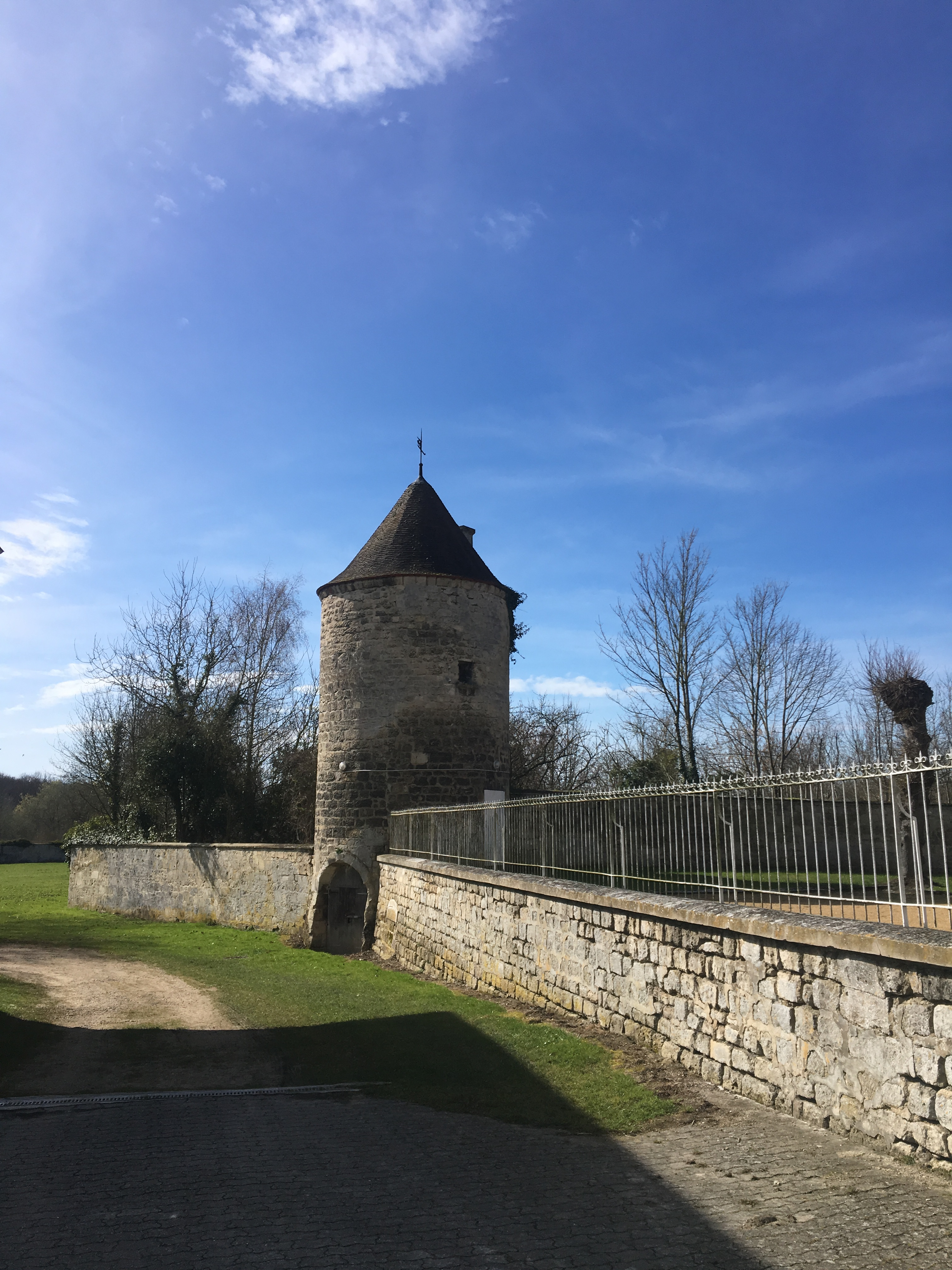
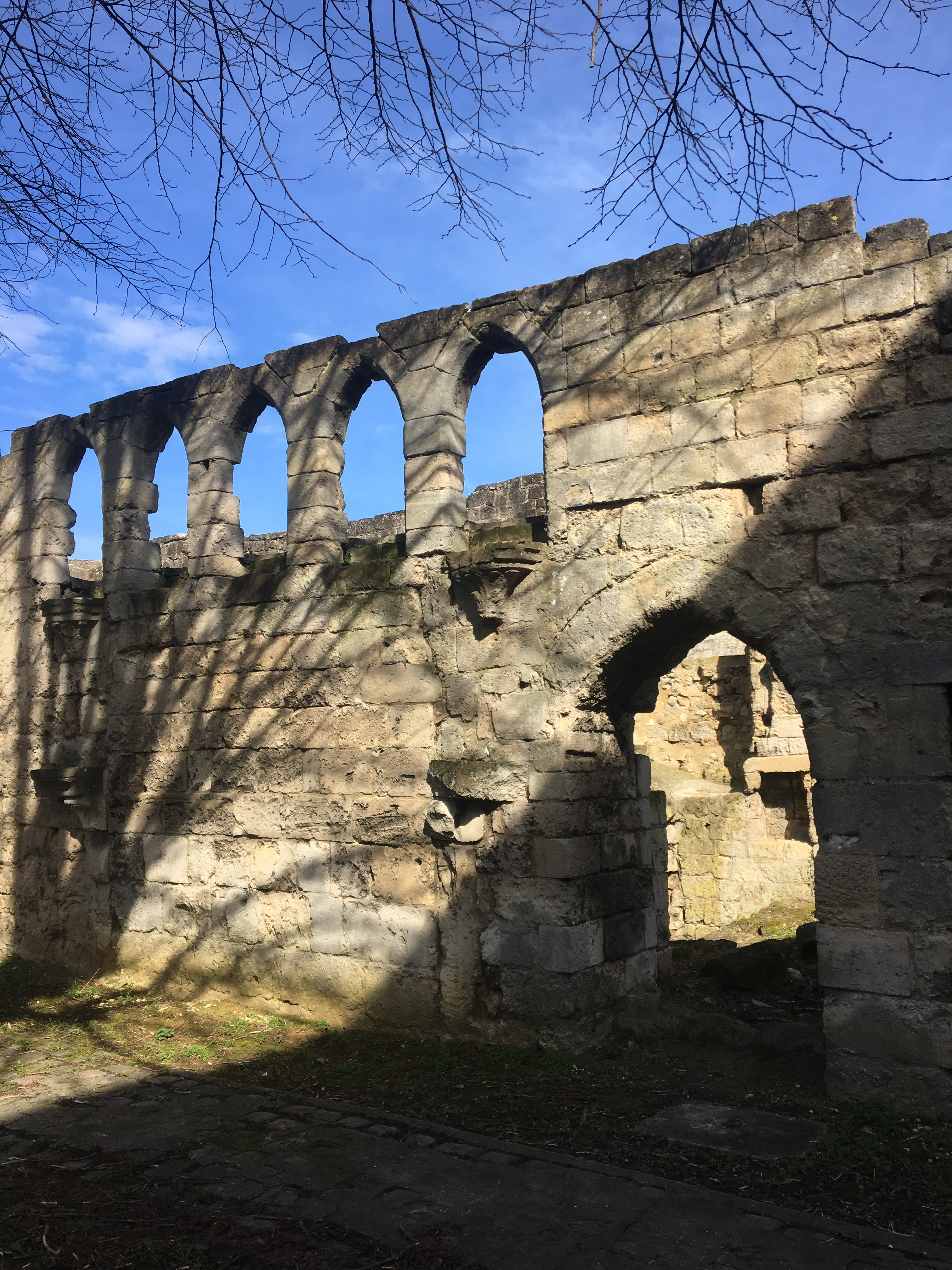

## Abbés
- 860-870 : Carloman († 877), fils de Charles le Chauve ; abbé laïc[5].
- date ? : Herbert II de Vermandois (° vers 880, † 23 février 943) ; abbé laïc[6]
- ~ 960 : Odoleus ou Odolenus ou Oldoric, ancien abbé de Saint-Basle de Verzy
- v.1070 - : Saint Arnould de Palmèle[7]
- 1148- : Engerrand, ancien abbé de l'abbaye de Marchiennes[8]
- ~ 1203 : Milon de Bazoches, fils de Gervais, seigneur de Bazoches, et d'Hawise de Rumigny
- 1204-1206 : Albéric de Braine († 3 mai 1206). Son corps découvert dans son sarcophage lors de fouilles archéologiques est confié fin 2020 à l'atelier de recherche et de conservation Nucléart de Grenoble afin de le restaurer[9],[10],[11].

## Publications
- Évangéliaire de Saint-Médard de Soissons : Evangelia quattuor (1v-221v), Capitulare evangeliorum (223r-235v), École de la Cour de Charlemagne (voir)[12]
- Cartulaire de l'abbaye Saint-Médard de Soissons, vers 1201-1300 (voir)

## Héraldique
| Armoiries de l'abbaye Saint-Médard de Soissons | Les armes de l'abbaye Saint-Médard de Soissons se blasonnent ainsi : De gueules à une crosse en pal d'or à dextre et une lance de tournoi de même à senestre garnie d'un guidon d'argent chargé d'une aigle de sable, le tout accosté de deux fleurs de lys du second. |